# 慈光寺 (知多市)

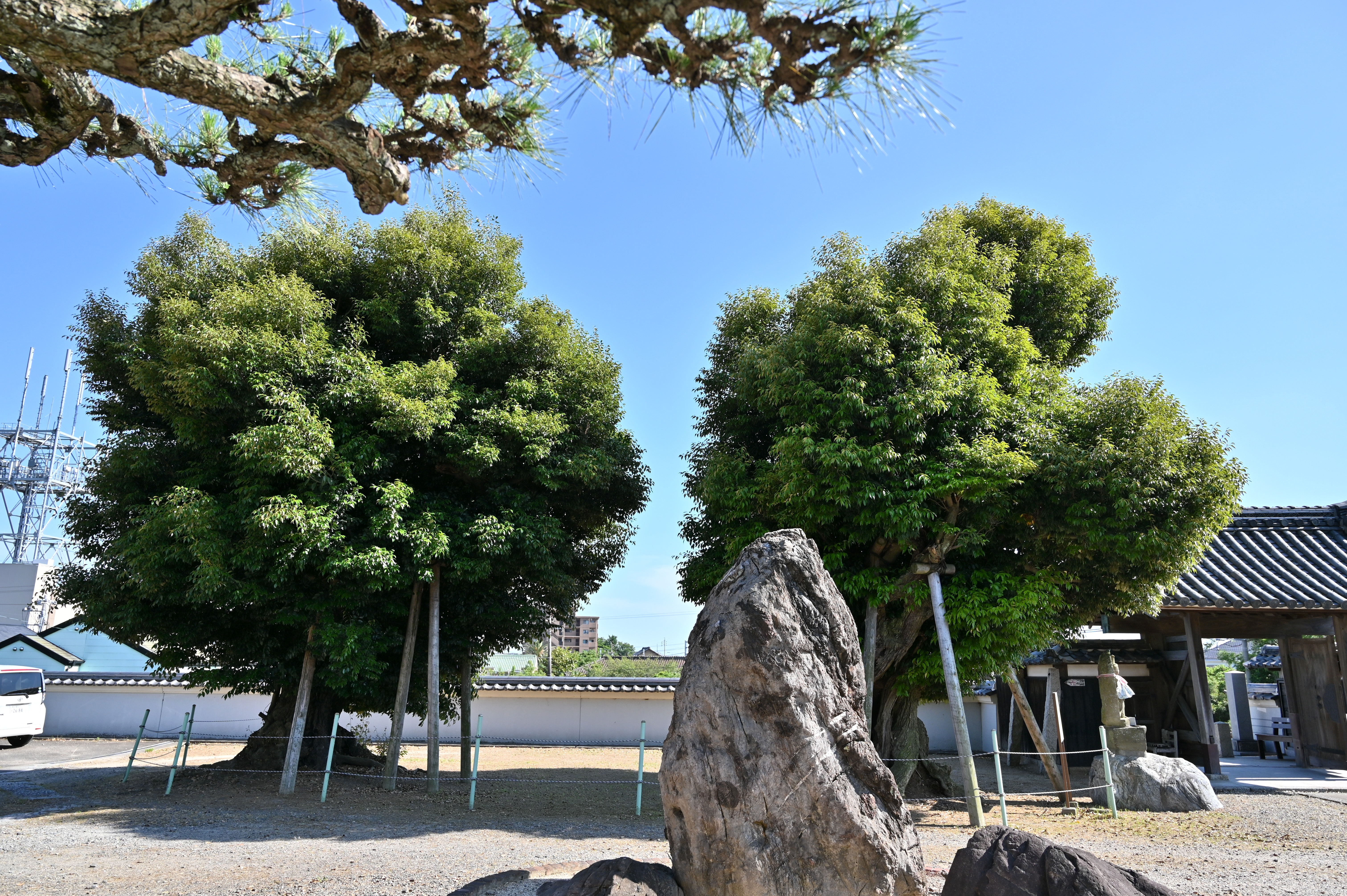
一色満範と清源和尚が植えた二本の椎の木

慈光寺（じこうじ）は、愛知県知多市にある寺院。

## 概要
山号を宝苑山（ほうおんざん）と称し、正式には宝苑山慈光寺（ほうおんざんじこうじ）と称する。臨済宗妙心寺派の寺院であり、本尊は厄除聖観世音菩薩、開基は一色満範、開山は清源大和尚である。

## 歴史
応永元年（1395年）大野城主一色満範公の開創。 鎌倉円覚寺ゆかりの清源大和尚を開山に迎え創建した。 弘法堂は大正7年（1918年）改築、昭和38年（1963年）に再建された本堂は広く静かな境内に堂々たる風格を漂わせている。 願い石の穴から大師像を覗いて拝身、祈願すると所願成就するといわれ、巡拝者が列をつくっている。その他、境内には創建時に一色満範と清源和尚がお手植えしたとされる二本の椎の木がある。

## 伽藍
山門（さんもん）
弘法堂（こうぼうどう）
1918年（大正7年）改築。
本堂（ほんどう）
1963年（昭和38年）に再建された。
願い石（ねがいいし）
願い石の穴から大師像を覗いて拝身、祈願すると所願成就するといわれている。

## アクセス
- 名鉄常滑線
  - 大野町駅より徒歩で約10分。
  - 新舞子駅より車で約7分または、徒歩で約20分。